# مقبرة تي
مقبرة تي، أحد موظفي الأسرة المصرية الخامسة، في القرن الرابع والعشرين قبل الميلاد. وتقع المقبرة في الجزء الشمالي من منطقة سقارة الوسطى، على بعد حوالي 500م أو 1640 قدماً شمال غرب هرم زوسر. في محافظة الجيزة بالقاهرة، مصر.

## المنصب
كان تي موظفاً كبيراً في عصر آخر ملوك الأسرة المصرية الخامسة. وكان يشغل وظيفة المشرف على أهرامات نفر اير كا رع وني أوسر رع، وعلى معابد الشمس الخاصة بساحورع ونفر اير كا رع ونفر اف رع وني أوسر رع. ولقد أصبحت مقبرة تي، الكائنة بسقارة، من أشهر المواقع الأثرية في مصر، نظراً لكتاباتها ونقوشها التي تصور مناظر تفصيلية للحياة اليومية والمناظر الجنائزية.

## الإكتشاف
في عام 1865، اكتشف «أوجست ماريت» مقبرة تي ويؤدي مدخل المقبرة إلى فناء كبير ذي إثنى عشرة عموداً مربعاً. وقد عثر على تابوت تي فارغاً في بئر الدفن الذي يقع في منتصف الفناء الخارجي. وتصور النقوش المتبقية في الفناء صاحب المقبرة تي في مناظر زراعة ومناظر أخرى من الحياة اليومية.
وفي الحائط الجنوبي يوجد ثلاث فتحات يرى من خلالها تمثال تي الموجود في الحجرة الخفية أو السرداب، ويمكن لروح وقرين المتوفى من خلالها متابعة الطقوس الجنائزية التي كانت تجري بالمقبرة حيث كان بإمكان تي الإتصال بعالم الأحياء. ويوجد نسخة من هذا التمثال داخل السرداب حالياً أما الأصل فموجود بالمتحف المصري.